# Šar Planina
Die Sarplanischen Berge (mazedonisch und serbisch Шар планина Šar planina, albanisch Malet e Sharrit, auch Mali i Sharrit oder Sharr) sind ein Gebirgszug, der sich zwischen dem Kosovo und Nordmazedonien erstreckt, der Titov Vrv ist mit 2747 m. i. J. der höchste Punkt.

## Geographie

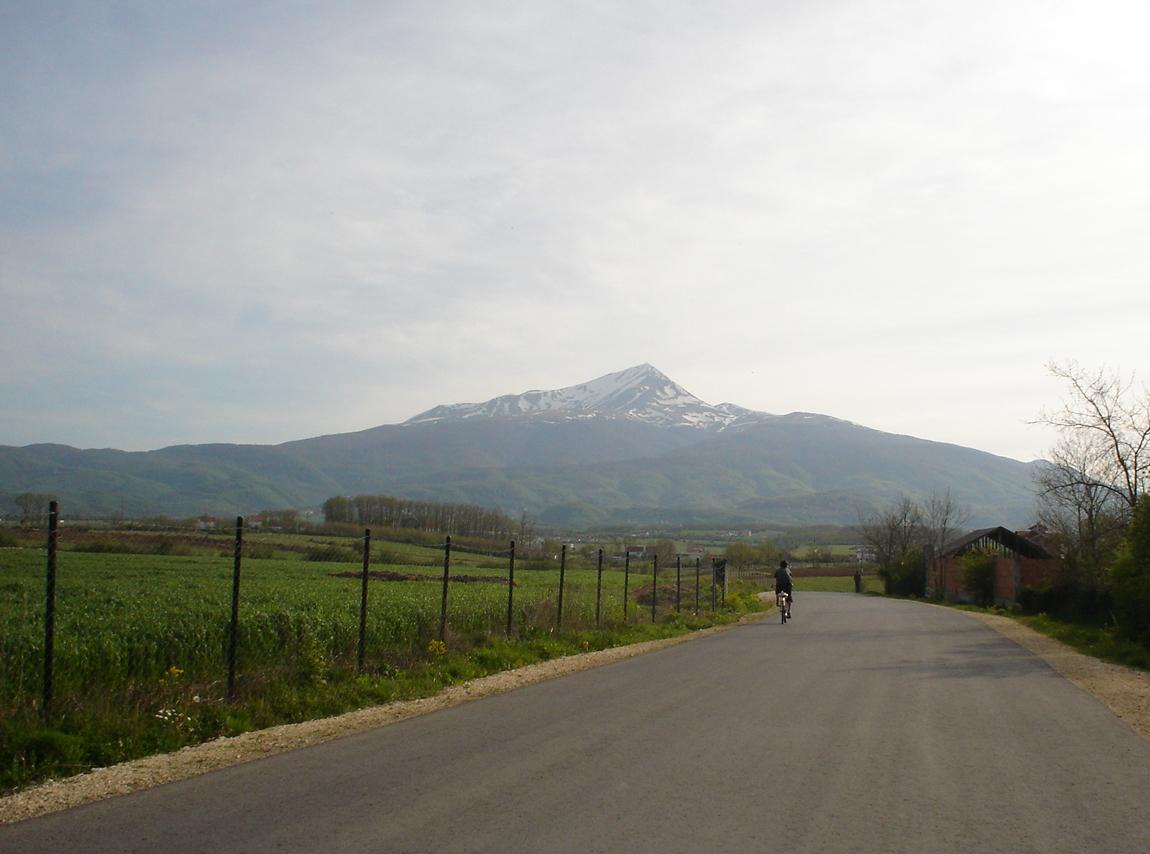
Ljuboten

Der rund 80 Kilometer lange Gebirgszug setzt sich im Südwesten im Korabgebirge fort. Der nordwestliche Bereich des Gebirges wird von Goranen bewohnt und als Gora bezeichnet.
Zu den höchsten Bergen der Šar Planina zählen:
- Titov Vrv (2747 m)
- Bakardan (2704 m)
- Turcin (2702 m)
- Borislavec (2662 m)
- Rudoka (2658 m)
- Crni vrh (2585 m)
- Vrtop (2555 m)
- Piribeg (2522 m)
- Ljuboten (2498 m)

Die Grenze zwischen dem Kosovo und Nordmazedonien folgt mehrheitlich dem Kamm des Gebirges mit einigen Ausnahmen im Westen.
Auf der kosovarischen Seite befindet sich der Nationalpark Sharr, der sich über eine Fläche von 390 km² ausbreitet. Auf der nordmazedonischen Seite ist seit 2021 der Nationalpark Šar Planina mit einer Fläche von 627 km² ausgewiesen.
Auf beiden Seiten der Grenze gibt es mehrere Wintersportorte. Das Skigebiet von Popova Šapka auf der nordmazedonischen Seite ist von Tetovo über eine gute Asphaltstraße mit zahlreichen Serpentinen erreichbar. Die Straße unterquert dabei mehrfach eine von Tetovo ins Skigebiet führende Gondelbahn.

## Geschichte
Die Straße wurde bei dem offenen Konflikt zerstört, der 2000–2001 auch in den Šar-Bergen zwischen nach Autonomie strebenden Albanern und der mazedonischen Armee ausgebrochen war. Vom Februar bis August 2001 fanden heftige Kämpfe zwischen der albanischen Separatistenmiliz UÇK und Regierungstruppen statt. Es gab Anschläge auf der einen und Bombenangriffe auf Dörfer auf der anderen Seite. Betroffen waren neben der Kleinstadt Aračinovo (albanisch Haraçina) bei Skopje vor allem Siedlungen nördlich von Tetovo. Dabei wurde die Mittelstation der Bahn mit den darin eingeparkten Gondeln durch Vandalismus unbrauchbar gemacht.

## Tourismus

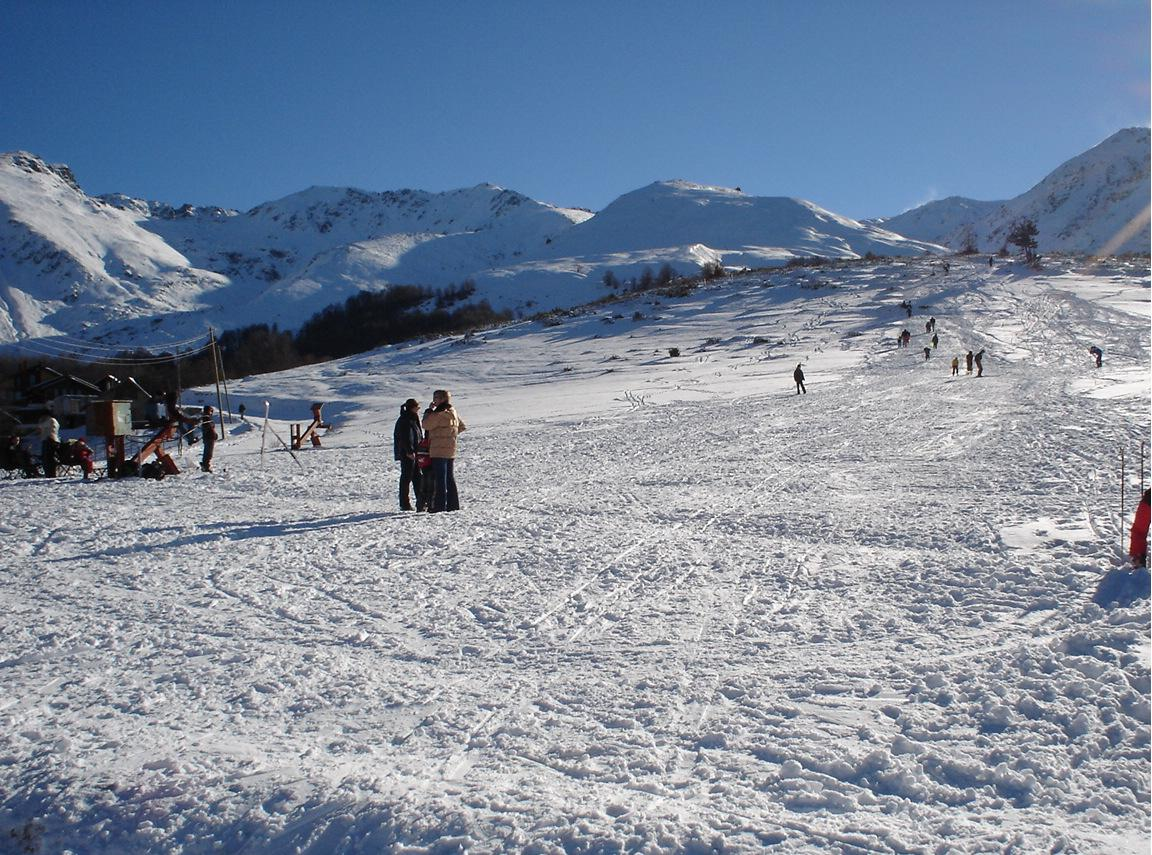
Winter in der Šar Planina in Kosovo

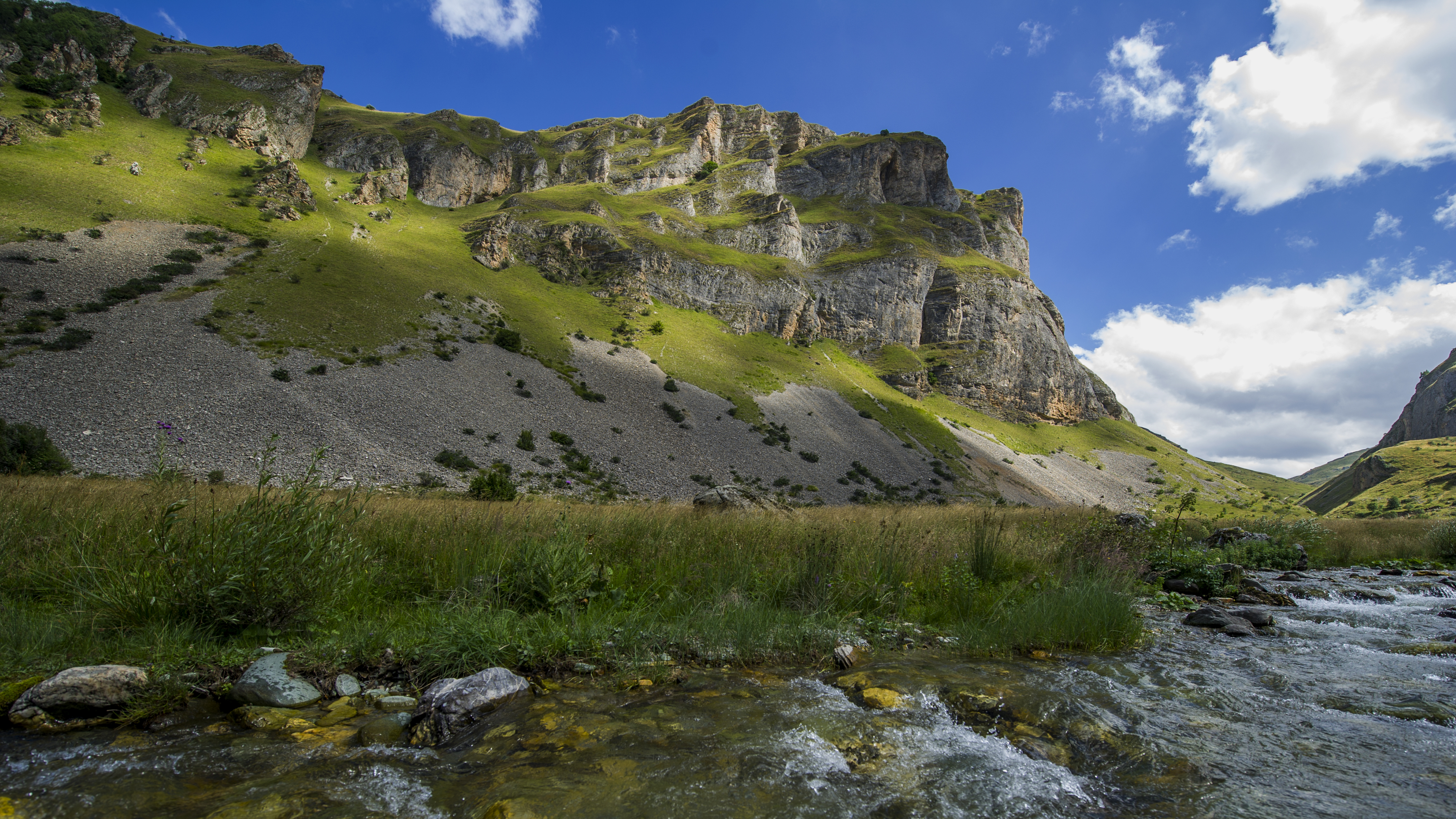
Das Gebirge im Kosovo

Der Aufstieg zu Fuß von Tetovo immer entlang der Gondelbahn führt durch lichten Mischwald und dauert 3,5 Stunden.
Popova Šapka, auf 1780 Meter gelegen, besteht aus rund einem Dutzend Hotels im Bereich der Skilifte, und einem Ortsteil mit Ferienhäusern. Durch den Besucherrückgang nach 2001 des einst beliebtesten Skigebiets Mazedoniens mussten einige der (großen) Hotels aufgegeben werden; die Häuser zerfallen allmählich. Neu erbaute Ferienhäuser lassen 2007 auf wieder zunehmende Urlauberzahlen schließen. Im Sommer ist Popova Šapka Ausgangspunkt für mehrere Wanderwege, die, schlecht gekennzeichnet, aber nicht allzu schwierig, in Höhen durchwegs über 2000 Meter nach Norden bis zum Berg Ljuboten und nach Süden bis zum Berg Korab führen. Die beste Wanderzeit ist Mai bis Ende September. Über 2000 Meter liegen auch die meisten der mehr als 30 Gletscherseen.

## Landwirtschaft
In der Šar Planina wird der seltene Šarski Sir produziert, ein Käse, der jeweils zur Hälfte aus Schafsmilch und Kuhmilch hergestellt wird. Er wird mit einheimischen Wildkräutern gewürzt. Die Kühe und Schafe werden traditionell von Hirten in den Weiten des Gebirges, in dem es auch Wölfe und Bären gibt, geweidet.

## Trivia
Die Herdenschutzhund-Hunderasse Šarplaninac wurde nach der Šar Planina benannt.